# Ворошильский, Виктор
Ви́ктор Вороши́льский (пол. Wiktor Woroszylski; 8 июля 1927, Гродно, Польша — 13 сентября 1996, Варшава, Польша) — польский поэт, прозаик и переводчик.

## Жизнь и творчество
Ворошильский родился в семье врача-еврея в Гродно (ныне Белоруссия). Во время гитлеровской оккупации работал столяром, пользуясь фальшивыми документами. В 1945 году уехал в Лодзь и начал изучать польскую филологию в местном университете. Стал членом Польской рабочей партии и автором агитационной поэзии. В 1947 году переселился в Варшаву. В 1952-1956 годах учился в аспирантуре в московском Литературном институте им. Горького.
Доклад Н. С. Хрущёва «О культе личности и его последствиях» оказал глубокое влияние на его творчество. Во время Венгерского восстания 1956 года находился в Будапеште. Постепенно отошёл от своих прежних политических взглядов. В 1966 году был исключён из ПОРП. В 1970-х годах был участником демократической оппозиции, его произведения были запрещены к публикации. Открыто выступал в защиту осуждённых членов подпольной организации Рух. C 1978 по 1981 год был профессором Общества научных курсов. 13 декабря 1981 года во время введения в Польше военного положения Ворошильский был интернирован.
По словам Томаса Венцловы, «Ворошильский был великим знатоком русской культуры XIX и XX веков». Он переводил на польский язык поэзию Маяковского, Бродского, Геннадия Айги, Натальи Горбаневской, Аверинцева, Ирины Ратушинской, дневники М.Пришвина, произведения Зощенко, Солженицына, Василя Быкова. Ворошильский был автором польских биографий Пушкина, Маяковского, Есенина и Салтыкова-Щедрина.
Большую ценность имеют его многолетние дневники, а также мемуарные хроники:
- Na kurczącym się skrawku: i inne zapiski z kwartalnym opóźnieniem, 1971-1980 (1984)
- Pozwólcie nam się cieszyć: kronika prywatna 1981-1989, z zapisków z rozmaitym opóźnieniem, listów nie prywatnych i innych tekstów tego czasu ułożona (1996)
- W dżungli wolności: kronika prywatna 1989-1993, z zapisków z rozmaitym opóźnieniem, i innych roztrząsań czasu tego ułożona (1996)

Произведения В.Ворошильского переведены на английский, французский, немецкий, итальянский, испанский, венгерский, чешский, словацкий, русский и другие языки.

## Биографические сочинения
- Wiktor Woroszylski Życie Majakowskiego, «Czytelnik», Warszawa 1984 ISBN 8307010276
- Wiktor Woroszylski i Elwira Watała Życie Sergiusza Jesienina, Państwowy Instytut Wydawniczy, Warszawa 1983 ISBN 8306008332
- Wiktor Woroszylski Sny pod śniegiem. Opowieść o życiu Sałtykowa-Szczedrina, Wydawnictwo Literackie, Kraków, Wrocław, 1984 ISBN 8308011608

## Публикации на русском языке
- Сны под снегом: повесть о жизни Михаила Салтыкова-Щедрина. London: Overseas Publications Interchange, 1980
- Н.Астафьева, В.Британишский: Польские поэты XX века. Антология. т.II СПб 2000, сс.171-192. Переводы В.Британишского